# إم إف دوم
دانيل دوميل (بالإنجليزية: Daniel Dumile؛ من مواليد 9 يناير 1971) مغني هيبهوب ومسجل أغاني ومنتج  بريطاني. يشتهر بأدائه شخصية «شرير خارق» على المسرح ويعرف بأسماء مسرحية عديدة ورئيسا منها أم أف دوم (MF DOOM). وساهم في الكثير من المشاريع المشتركة مع عدة فنانين.

## نشأته
ولد دوميل سنة 1974 في مدينة لندن البريطانية لوالدة ترينيدادية ووالد من زيمبابوي. نقلت أسرته إلى لونغ آيلند بولاية نيويورك خلال مراهقته، إلا أن دوميل لا يزال مواطنا بريطانيا ولم يكتسب الجنسية الأميركية.

## Discography

### Solo albums
- 1999: Operation: Doomsday
- 2003: Take Me to Your Leader (as King Geedorah)
- 2003: Vaudeville Villain (as Viktor Vaughn)
- 2004: Venomous Villain (as Viktor Vaughn)
- 2004: Mm.. Food
- 2009: Born Like This (as DOOM)

### Live albums
- 2005: Live from Planet X
- 2010: Expektoration

### Compilation albums
- 2004: Special Blends 1+2
- 2006: Special Herbs: The Box Set Vol. 0-9
- 2009: Unexpected Guests

### Collaboration albums
- 1991: Mr. Hood (as Zev Love X with KMD)
- 1993: Black Bastards (as Zev Love X with KMD)
- 2003: Escape from Monsta Island! (as King Geedorah with Monsta Island Czars)
- 2004: Special Herbs and Spices Volume 1 (with MF Grimm)
- 2004: Madvillainy (with Madlib as Madvillain)
- 2005: The Mouse and the Mask (with Danger Mouse as Danger Doom)
- 2008: Madvillainy 2: The Madlib Remix (with Madlib as Madvillain)
- 2012: Key to the Kuffs (with Jneiro Jarel as JJ Doom)
- 2014: NehruvianDoom (with Bishop Nehru as NehruvianDOOM)

### EPs
- 2000: MF EP (with MF Grimm)
- 2006: Occult Hymn (with Danger Mouse as Danger Doom)
- 2008: MF Doom & Trunks Presents Unicron (with Trunks)
- 2014: Bookhead EP (with Jneiro Jarel as JJ Doom)

### Instrumental albums
- 2001: Special Herbs, Vol. 1
- 2002: Special Herbs, Vol. 2
- 2002: Special Herbs, Vol. 3
- 2003: Special Herbs, Vol. 4
- 2003: Special Herbs, Vols. 4, 5 & 6
- 2004: Special Herbs, Vols. 7 & 8
- 2005: Special Herbs, Vols. 9 & 0

## روابط خارجية
- إم إف دوم على موقع IMDb (الإنجليزية)
- إم إف دوم على موقع ميتاكريتيك (الإنجليزية)
- إم إف دوم على موقع روتن توميتوز (الإنجليزية)
- إم إف دوم على موقع ميوزك برينز (الإنجليزية)
- إم إف دوم على موقع ميوزك برينز (الإنجليزية)
- إم إف دوم على موقع ميوزك برينز (الإنجليزية)
- إم إف دوم على موقع ميوزك برينز (الإنجليزية)
- إم إف دوم على موقع ميوزك برينز (الإنجليزية)
- إم إف دوم على موقع ميوزك برينز (الإنجليزية)
- إم إف دوم على موقع ميوزك برينز (الإنجليزية)